# Tannenschnitt
Der Tannenschnitt ist in der Heraldik als Wappenschnitt ein Heroldsbild mit dem eine Wappenfläche in zwei Felder geteilt oder gespalten werden kann. Zwei verschiedene Tannenschnitte sind in der Wappenkunst bekannt und werden nicht immer eindeutig in der Blasonierung beschrieben. Die Tinktur erfolgt nach den heraldischen Regeln, Grün wird bevorzugt.

## Tannenreisschnitt
Bei dieser Tannenschnittvariante werden kurze stilisierte Tannenzweige nebeneinandergestellt. Bei guter Wappenzeichnung entsteht eine identische Zeichnung in dem Freiraum der Zweige in gekehrter Form, aber mit anderer Tinktur, so dass es einen Schnitt ergibt. Diese Schnittvariante trat in Finnland nach 1949 in der Heraldik auf und hat hier auch eine größere Verbreitung. Er wird richtigerweise mit Tannenreisschnitt bezeichnet.

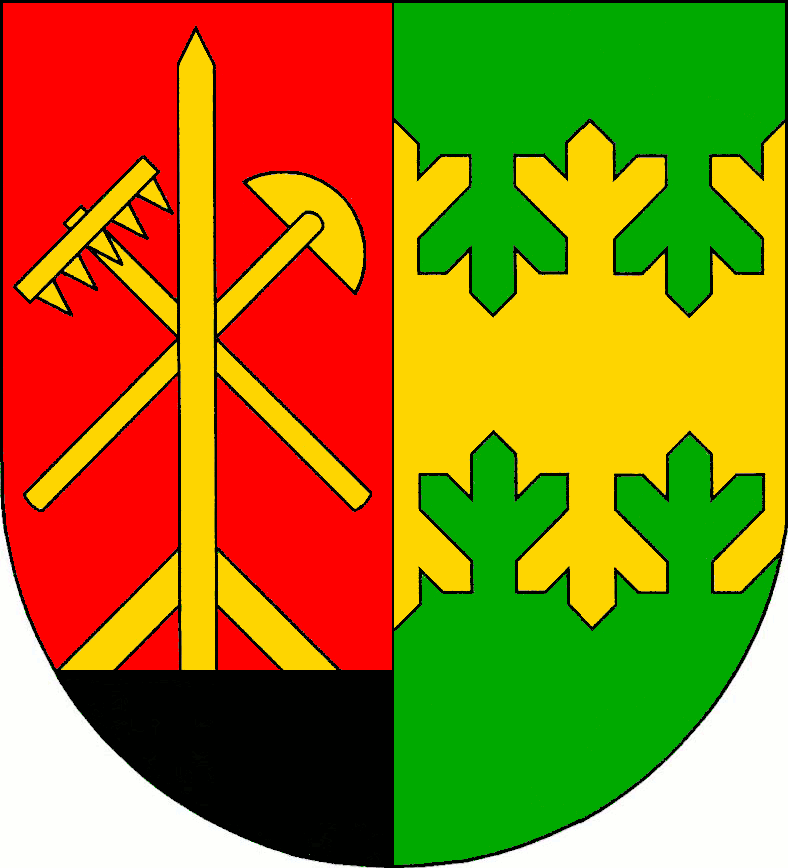
Im linken Feld in Grün ein goldener Balken mit beidseitigem Tannenreisschnitt
im Tannenreisschnitt gespalten von Silber und Grün (Sideby, Kristinestad FI)
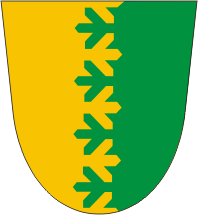
im Tannenreisschnitt gespaltenes Wappen der Gemeinde Laekvere, Estland
gespalten und im Tannenreisschnitt geteilt im Wappen von Varpaisjärvi, Finnland
durch Tannenreisschnitt abgeteiltes Schildhaupt im Wappen von Heinersdorf an der Tafelfichte

## Tannengipfelschnitt
Bei der zweiten Variante werden Tannenbaumspitzen in ihrer stilisierten Form ebenfalls nebeneinander gestellt und damit ein Wappenschnitt erzeugt. In der Beschreibung wird der Schnitt oft mit Tannenwipfelschnitt oder Tannengipfelschnitt blasoniert. Die Höhe der Tannenspitzen und die Anzahl der Seitenzweige ist nur für ein gutes Wappenbild von Bedeutung und erfährt in der Beschreibung selten Beachtung.

grün-silberner Tannengipfelschnitt als Teilung
grün-silberner Tannenschnitt im Wappen von Burgwald
Kirchheim: In Grün unter Tannenschnitt eine Doppellinie mit Trennungsstreifen. Diese stellt eine Autobahn in stilisierter Form dar.
… oben drei grüne Tannen im Tannenschnitt: Nentershausen
Der Tannenschnitt soll die Ortsteile von Rubow sowie den Waldreichtum der Umgebung symbolisieren
In Gold über einem siebenzackigen, grünen Tannenschnittfuß ... mit einem sechsstrahligen silbernen Schneekristall belegt (Willingen)
Von Gold, Grün und Gold geteilt, oben im Tannenschnitt, unten im Wellenschnitt (Region Kainuu)
Rautjärvi mit Marssymbol
In Blau ein goldener Balken mit beidseitigem Tannenschnitt
grün-silberner Tannengipfelschnitt als Spaltung